# Романовська (Ростовська область)
Романовська — станиця в Ростовській області. Адміністративний центр Волгодонського району та Романовського сільського поселення.

## Історія
Станиця почалася з маленького козацького містечка Романовського. Рік заснування — 1672, але є відомості, що містечко Романовське було утворено у 1613 році. Спочатку станиця розташовувалася на правому березі Дону. Протягом майже двох сторіч вона декілька разів переселялася з правого берега на лівий, зважаючи на зміни річища Дону та набігів татар або горців. З 1840 року розташовується на лівому березі. До початку 20 сторіччя у станиці було 525 козацьких та 151 некозацьких дворів, церква, парафіяльне училище 3-го розряду й церковно-парафіяльна школа.
У період генерального межування Росії у 1888 році Романовська станиця була віднесена разом зі станицею Цимлянською до 1-го Донського округу з окружним центром у станиці Константиновській, де й значилася до 1920 року. У 1963 році за укрупнення сільських районів й міст області, що проводилося на підставі урядового рішення, Романовський район, що існував з 1937 року, а у 1957 році перейменовано на Волгодонський, увійшов до складу Цимлянського району. Адміністративним центром Волгодонського району, відтвореного 10 травня 1983 року шляхом приєднання частини території Цимлянського району, стала станиця Романовська.

## Освіта
Муніципальний загальноосвітній заклад: Романовська середня загальноосвітня школа.

## Культура
У станиці Романівської проводиться фестиваль бардівської пісні «Струни душі».

## Пам'ятки
- Краєзнавчий музей Волгодонського району в станиці Романовська. В залах музею краєзнавства зібрані старовинні предмети побуту донських козаків, пам'ятні реліквії історії. Фонд музею налічує 1327 предметів. В залах музею краєзнавства представлені старовинні предмети донських козаків, пам'ятні реліквії. У музеї є експозиції: флора і фауна Волгодонського району, «Козацька світлиця». Біля музею розташований старовинне козацьке містечко в мініатюрі.
- У Романовській станиці розташовано храм Архангела Михаїла[5]. Храм був побудований у 2010 році.
- У Романовській станиці біля будинку культури розташовано Меморіал «Вдови» — братська могила радянських воїнів з пам'ятником з трьох фігур скорботних жінок.
- Пам'ятник Петру і Февронії в станиці Романовська.
- Пам'ятник учасникам ліквідації катастрофи на Чорнобильській АЕС[6].
- У станиці Романовська розташовані: пам'ятник отаману, стела-пам'ятник «Літак», пам'ятний знак на місці страти комсосольців-підпільників, пам'ятник і братська могила героїв-підпільників, каплиця на станичному кладовище, меморіал[7].

### Стародавні кургани
До пам'яток Волгодонського району відносяться його археологічні пам'ятки. Археологічні пам'ятки представлені безліччю курганних поховань.

## Населення
| 1959 | 1989 | 2010 |
| ---- | ---- | ---- |
| 5233 | 5288 | 8248 |

### Відомі люди
- Уродженець станиці — генерал-майор Російської імператорської армії Іван Трохимович Кострюков.
- Народився в станиці донський козак — Олександр Федорович Долгополов (1899-1977). Первопоходник, корніловець, дослідник історії Російської Америки.
- Романовська є батьківщиною радянського полководця, Героя Радянського Союзу — Нікандра Евлампиевича Чибісова (1892—1959).
- У станиці народився російський бард — Кім, Володимир Володимирович (24 листопада 1956 року).[9]